# خريطة رقمية
الخرائط الرقمية (تُسمى أيضاً بعلم الخرائط الرقمية) هي عملية تقوم من خلالها بجمع المعلومات أو البيانات وتنسيقها في صورة افتراضية. الهدف الأساسي من وظيفة هذا النوع من الخرائط هو إنتاج خرائط ذات تمثيل دقيق لمنطقة ما، وإعطاء تفاصيل للطرق الرئيسية والفرعية ومناطق الاهتمام. تعطي هذه التكنولوجيا أيضاً إمكانية حساب المسافات من نقطة لأخرى.
على الرغم من أنه يمكن العثور على الخرائط الرقمية في مجموعة متنوعة من التطبيقات الحاسوبية، مثل برنامج جوجل إيرث، حيث يتم الاستخدام الرئيسي لهذه الخرائط مع نظام تحديد المواقع العالمي
، أو الشبكة الفضائية، والتي تُستخدم في أنظمة الملاحة القياسية السيارات.

## تاريخ

### من الرسم على الورق إلى اللا ورق
تكمن جذور الخرائط الرقمية ضمن الخرائط الورقية التقليدية مثل دليل توماس. الخرائط الورقية التي توفر المناظر الطبيعية الأساسية والمماثلة للخرائط الرقمية للطرق، ولكن في كثير من الأحيان هي مرهقة، ولا تغطي سوى منطقة معينة، وتفتقر للعديد من التفاصيل المحددة مثل حواجز الطرق. وبالإضافة إلى ذلك، لا توجد وسيلة لتحديث ورقة الخريطة إلا عن طريق الحصول على إصدار جديد.
من ناحية أخرى، وللخرائط الرقمية، في كثير من الحالات، يمكن تحديثها من خلال التزامن مع التحديثات التي تقوم بها خوادم الشركة المُطوِرة للبرنامج أو الخريطة الرقمية.

### إمكانيات وقدرات أوسع
كان للخرائط الرقمية، في وقت مبكر، نفس الوظائف الأساسية للخرائط الورقية. أي أنها قدمت «رسم افتراضي» للطرق المُبينة عموماً والتضاريس المحيطة بالمناطق. ولكن، نمت الخرائط الرقمية مع التوسع في تكنولوجيا تحديد المواقع  GPS في العقد الماضي، وأصبحت تُحدث أولاً بأول لتتبع حالة المرور، وتم إضافة النقاط المثيرة للاهتمام ومواقع الخدمات لتعزيز الخرائط الرقمية، ولتكون أكثر «وعياً للمستخدم». واجهات الصور والمناظر الافتراضية والتقليدية، هي الآن جزء فقط من رسم الخرائط الرقمية. وفي كثير من الحالات، يمكن للمستخدمين الاختيار بين الخرائط الافتراضية، خرائط (المناظر جوية) الفضائية، أو الخرائط المدمجة (وهي مزيج من الخريطة الافتراضية وخريطة المنظر الجوي). مع القدرة على تحديث وتوسيع وإضافة أدوات رسم الخرائط الرقمية، وإضافة ورسم الطرق التي شيدت حديثا وأماكنها لتظهر على الخرائط.

## تجميع البيانات
الخرائط الرقمية تعتمد اعتماداً كبيراً على كمية هائلة من البيانات التي يتم جمعها على مر الزمان. معظم المعلومات التي تشكل الخرائط الرقمية هي تتويج لصور الأقمار الصناعية وكذلك مستوى المعلومات المتوفرة للشوارع. يجب أن يتم تحديث الخرائط بشكل متكرر لتزويد المستخدمين بانعكاس أكثر دقة للمواقع.
في حين أن هناك مجموعة واسعة من الشركات التي تتخصص في رسم الخرائط الرقمية، فإن الفرضية الأساسية هي أن الخرائط الرقمية تعطي دقة أكبر لتصوِر الطرق كما تظهر في الواقع لإعطاء شئ مشابه «للخبرة الحياتية» أو كما نراها تماماً بالواقع 

## التوظيف والاستخدام

### التطبيقات الحاسوبية
برامج الكمبيوتر والتطبيقات مثل جوجل إيرث وخرائط جوجل التي تُقدم المناظر والصور من الفضاء. كما توضح الشوارع في العديد من بلدان العالم. تستخدم في المقام الأول لأغراض الترفيه، يوفر برنامج جوجل إيرث تطبيقات للخرائط الرقمية الشخصية، مثل المسافات أو تتبع المواقع.

### التطبيقات العلمية
تطوير الحوسبة المتنقلة (أجهزة المساعدة الرقمية الشخصية وأجهزة الكمبيوتر اللوحية وأجهزة الكمبيوتر المحمولة، الخ). ومؤخراً، (منذ حوالي عام 2000)، حفزت تلك التكنولوجيات في استخدام الخرائط الرقمية في العلوم والعلوم التطبيقية. اعتبارا من عام 2009، وحقول العلوم التي تستخدم التكنولوجيا الرقمية رسم الخرائط تشمل الجيولوجيا (انظر رسم الخرائط الجيولوجية الرقمية)، والهندسة، والهندسة المعمارية، ومسح الأراضي والتعدين والغابات والبيئة، وعلم الآثار.

### أنظمة الملاحة وأجهزة التموضع
إن المبدأ الذي على أساسه نما رسم الخرائط الرقمية في العقد الماضي، هو الاتصال بين kscm ،mlits، وتكنولوجيا نظام تحديد المواقع العالمي. GPS
وهو الأساس وراء نظم الملاحة والخرائط الرقمية.